# Município de Lynn (condado de Hardin, Ohio)
O município de Lynn (em inglês: Lynn Township) é um município localizado no condado de Hardin no estado estadounidense de Ohio. No ano de 2010 tinha uma população de 572 habitantes e uma densidade populacional de 8,81 pessoas por km².

## Geografia
O município de Lynn encontra-se localizado nas coordenadas 40° 38′ 01″ N, 83° 42′ 05″ O. Segundo a Departamento do Censo dos Estados Unidos, o município tem uma superfície total de 64.91 km², da qual 64,89 km² correspondem a terra firme e (0,02 %) 0,02 km² é água.

## Demografia
Segundo o censo de 2010, tinha 572 pessoas residindo no município de Lynn. A densidade populacional era de 8,81 hab./km². Dos 572 habitantes, o município de Lynn estava composto pelo 99,13 % brancos, o 0,17 % eram afroamericanos, o 0,17 % eram amerindios, o 0,17 % eram asiáticos e o 0,35 % eram de uma mistura de raças. Do total da população o 1,05 % eram hispanos ou latinos de qualquer raça.